# 小行星7262
小行星7262（英語：7262 Sofue）是一颗围绕太阳公转的小行星。1995年1月27日，小林隆男在大泉町发现了此天体，以日本天文學家祖父江義明命名。
这颗小行星的绝对星等为169.2382872912446等。